# Xyamelit
Xyamelit là một chất rắn màu trắng dạng vô định hình (HNCO)x và nó là sản phẩm trùng hợp  (hay polyme hóa)của axít xyanic cùng với tam phân vòng của nó là axít xyanuric.